# Creutzburg (Familienname)
Creutzburg gehört zu den ältesten Familiennamen in Deutschland.
Der Name Creutzburg ist ein Siedlungsname, welcher aus dem Burg- und Ortsnamen Creuzburg in Thüringen hervorgegangen ist.

## Herkunft und Bedeutung
Der Siedlungsname Creutzburg enthält im ersten Namenglied althochdeutsch, altsächsisch kruci, kruzi entlehnt aus dem lateinischen crux‚Kreuz‘,.
Das Appellativ burg leitet sich vom urgermanischen burg mit der Bedeutung ‘Hügel, Anhöhe’ und dem mittelhochdeutschen burc, mundartlich borg
mit der Bedeutung ‘befestigter Ort, Burg, Schloß’, seit dem Hochmittelalter auch mit der Bedeutung 'Siedlung, Stadt', ab.
Der Name Creutzburg, sowie die Namen Kreuzburg, Creuzburg und Kreutzburg haben ihren Ursprung in Thüringen, in Creuzburg bei Eisenach.
Die Stadt Creuzburg an der Werra findet man in der älteren Quellenliteratur in verschiedenen Schreibweisen wie Cruciburg, Cruceburc, Cruziberg, Cruceberc,
Cruceborc, Cruczeborg, Cruczeberc, Crutzeberc, Cruczburg, Crutzeburg, Crutzebork, Crutzeborgk, Creutzberg, Creutzburgk, Creutzburg, Kreutzburg und Kreuzburg.
Erstmals erwähnt wird der Name in Zusammenhang mit dem Thüringer Adelsgeschlecht von Creutzburg, von Creuzburg.
Mit der Übernahme des Burgvogtenamtes der Burg Creuzburg wurde von der zuerst beauftragten Familie eine Namensänderung vollzogen.
Der mit dem Amt beauftragte Burgmann und seine Familie nahmen den Namen des Burgsitzes an und nannten sich fortan 'derer von Cruceburg', die Herren von Creuzburg/Creutzburg.

## Verbreitung
Der Name Creutzburg ist in Thüringen am häufigsten anzutreffen. Im Telefonbuch Deutschland aus dem Jahre 2010 findet man 235 private Einträge für den Namen Creutzburg. Davon findet man allein im Landkreis Gotha in Tabarz 22 Einträge, in Waltershausen 14, in Friedrichroda 10, in Gotha 9 und in Emleben 8 Einträge. Im Wartburgkreis findet man 7 Einträge und im Unstrut-Hainich-Kreis 6 Einträge. Der Name Creutzburg ist in Jena, Weimar Erfurt nachstehend insgesamt 9-mal zu finden. Insgesamt findet man in Thüringen 96 private Einträge. Damit befinden sich 41 % aller Einträge mit dem Namen Creutzburg in Thüringen.

## Varianten
- Creuzburg, Kreutzburg, Kreuzburg, Creutzberg

## Namensträger
- August Creutzburg (1892–1941), deutscher kommunistischer Politiker
- Daniel Creutzburg (1690–1765), Orgelbaumeister in Mitteldeutschland während der Barockzeit
- Johannes Creutzburg (1686–1738), Orgelbaumeister in Mitteldeutschland während der Barockzeit
- Nikolaus Creutzburg (1893–1978), deutscher Geograph
- Torsten Creutzburg (* 1979), deutscher Radiomoderator, Sprecher, Journalist

### Familien
- Creutzburg (Orgelbauerfamilie)